# Центр Яна Поттера
Центр Яна Поттера (англ. Ian Potter Centre: NGV Australia) — художня галерея, є другим, новим корпусом Національної галереї Вікторії, розташовується на площі Федерації в Мельбурні, Австралія.
Відкрито в 2003 році після ухвалення рішення про розділення експозиції Національної галереї Вікторії на 2 частини. Названо на честь бізнесмена і філантропа Яна Поттера, який зробив значний внесок у формуванні експозиції центру.
У центрі зосереджено колекції австралійських витворів мистецтва. Особлива увага приділяється періоду колонізації і мистецтву корінних жителів континенту. У цілому тут представлено 20 000 екземплярів мистецтва Австралії, поряд з тим у центрі виставляються тимчасові експозиції.
Серед інших у центрі представлені картини таких художників як: Фредерік Мак-Каббін, Том Робертс, Сідні Нолан, Артур Стрітон, Біл Генсон та інших.

## Ресурси Інтернету
- Офіційний сайт (англ.) (ісп.) (фр.) (кор.) (яп.) (кит.)
- National Gallery of Victoria (англ.)
- NGV Collection: Australian Art (англ.)
- The Ian Potter Centre: NGV Australia at FedSquare (англ.)